# Xestoleberis perrula
Xestoleberis perrula is een mosselkreeftjessoort uit de familie van de Xestoleberididae. De wetenschappelijke naam van de soort is voor het eerst geldig gepubliceerd in 1976 door Athersuch.